# Colanul elipsoidal (Tezaurul de la Pietroasa)
Colanul elipsoidal este un obiect component al Tezaurului de la Pietroasa, care este datat în secolul al IV-lea e.n. și a fost descoperit în anul 1837 în județul Buzău, comuna Pietroasele, Dealul Istrița,  de către doi pietrari Ion Lemnaru și Stan Avram. Colanul elipsoidal, denumit și colanul lat, este cel mai fragil obiect din Tezaurul de la Pietroasa. Acesta a fost grav deteriorat încă din momentul descoperirii sale. Cu ocazia restaurării sale de către Paul Telge, el a fost adus la forma inițială și a fost întărit prin intermediul unui schelet din argint. Colanul nu mai are majoritatea pietrelor și sticlelor care l-au decorat în trecut.

## Origini
După cum a rezultat din interogatoriile ce au fost luate în anul 1838 celor care au descoperit tezaurul de la Pietroasa, a reieșit că aceștia au găsit un număr de 22 de obiecte, vase de aur, bijuterii și două inele cu inscripții. Când au fost descoperite, obiectele erau învelite într-o masă neagră de origine necunoscută, probabil un material organic ca pielea sau cârpa cu care au fost acoperite înainte de a fi îngropate. Din cele 22 de piese s-au recuperat doar 12 obiecte. Dintre toate, doar cinci au fost lucrate doar din aur: cana sau ibricul (oenochoe), platoul sau talerul cel mare, frânt în patru, patera sau sinia, cea cu decor în relief cu o statuetă ce ține un pahar în mâini, colanul cu inscripție cu rune gotice și colanul simplu. Celelalte șapte piese: patru fibule, două vase poligonale și un colan, au fost împodobite cu pietre prețioase. Se presupune că cele zece obiecte pierdute au fost patru colane din care două cu pietre prețioase, unul cu inscripție, o fibulă mică presupusă a fi pereche cu cea care s-a păstrat,  o cană similară cu cana oenochoe, o pateră simplă nedecorată și două brățări cu pietre prețioase.
Cele 12 obiecte care au putut fi recuperate, au fost furate în anul 1875 de Dumitru Pantazescu-Popescu din Muzeul de Antichități din București. Ca urmare, colanul cu inscripție a fost tăiat cel puțin în patru bucăți de către argintarul Costache Constantinescu din București, caracterele runice înscrise fiind deteriorate până la a fi indescifrabile. Din fericire, Societatea Arundel a făcut la Londra, cu ceva vreme înaintea furtului, fotografii detaliate ale colanului, astfel încât astăzi, caracterele au putut fi reconstituite cu un grad relativ de exactitate.
Prin faptul că întreagul tezaur prezintă o calitate superioară a meșteșugului cu care au fost realizate obiectele care-l formează, cercetătorii sunt sceptici că acesta ar fi fost confecționat de populația indigenă. În anul 1879 când se înregistra una dintre primele lucrări privitoare la tezaur, Taylor  a speculat ideea că obiectele ar fi o parte din câstigurile pe care goții le-au obținut ca urmare a incursiunilor pe care le făceau în provinciile romane Moesia și Tracia (perioada 238 - 251). Există și o altă teză timpurie pe care a propus-o Alexandru Odobescu în anul 1889, teorie pe care a preluat-o și Constantin C. Giurescu în anul 1976. Aceasta l-a identificat pe Athanaric, regele vizigoților ca proprietar de drept al tezaurului, fiind presupusă dobândirea lui în conflictul pe care Athanaric l-a avut în anul 369 cu Împăratul roman Valens. Catalogul Goldhelm din anul 1994, a adus ipoteza că obiectele componente ale tezaurului ar fi putut fi și cadouri pe care unii conducători germanici le-ar fi primit de la liderii romani.

## Descriere

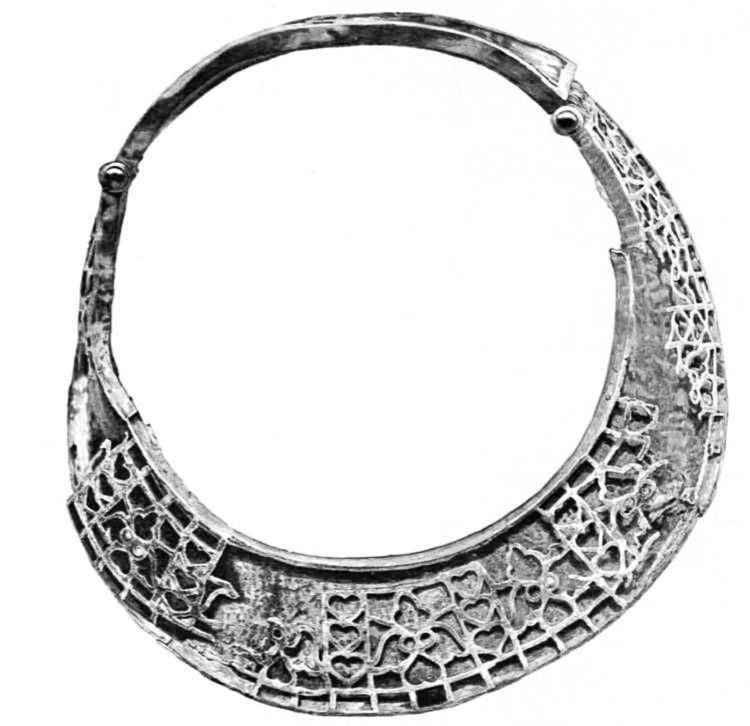
Colanul elipsoidal de la Pietroasa înainte de restaurarea lui Paul Telge, publicată de Alexandru Odobescu în Le Trésor de Pétrossa, vol. II, 1896

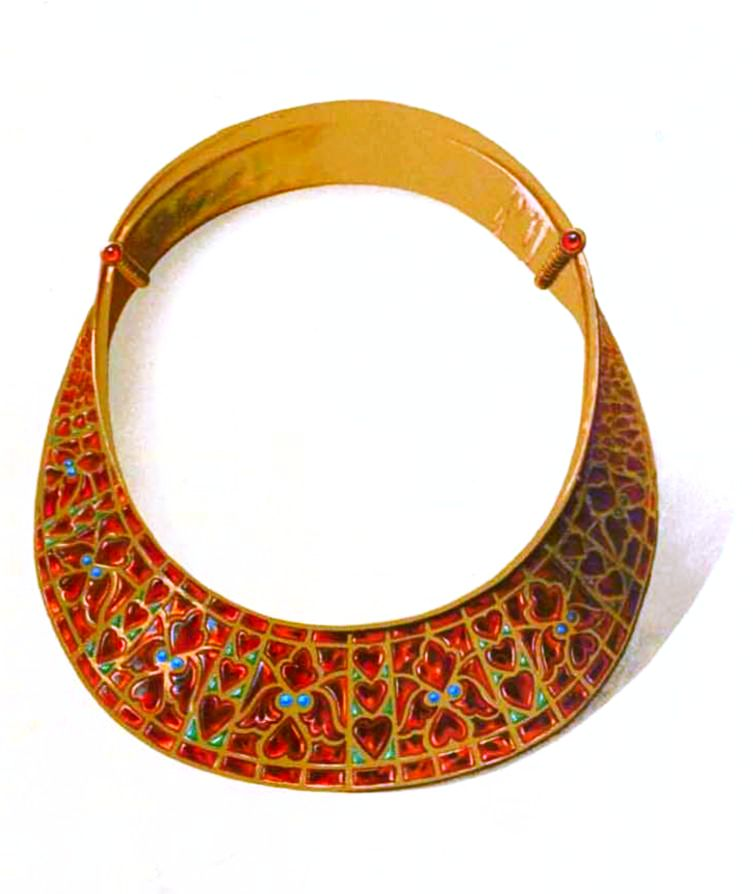
Cum arăta Colanul elipsoidal - reconstrucție cromolithografiată de Henric Trenk, publicată de Alexandru Odobescu în Le Trésor de Pétrossa, vol. II, 1896

Colanul elipsoidal, denumit și colanul lat, este cel mai fragil obiect din Tezaurul de la Pietroasa. Acesta a fost grav deteriorat încă din momentul descoperirii sale. Cu ocazia restaurării sale de către Paul Telge, el a fost adus la forma inițială și a fost întărit prin intermediul unui schelet din argint. Colanul nu mai are majoritatea pietrelor și sticlelor care l-au decorat în trecut. S-au mai păstrat doar patru malachituri de circa 0.30 karate în total și două Lapis lazuli de circa 0.20 karate în total. El are diametrul mare de 20 cm și cel mic de 15 cm. Colanul este format din două părți inegale care se leagă prin intermediul unor balamale.
Partea cea mare, fiind mai lată, avea o înclinație tronconică, fiind astfel gândită pentru a se putea mula ușor pe baza gâtului unui om. Obiectul a fost realizat din două plăci din aur care au fost suprapuse și sudate pe marginile lor. Placa aflată la vedere este subțire și ajurată și cea din spate este simplă și groasă. Placa cea subțire a fost transformată prin decuparea ei, într-o rețea de forme diferite, majoritatea având forme de inimioare suprapuse. Urmează ca frecvență, formele de flori și mai apoi cele de frunze stilizate. Toate alveolele au avut fixate în trecut  pietre plate și pastă din sticlă de culoare roșie, verde și albastră. În vederea consolidării, între placa de bază și cea ajurată, a fost introdusă o pastă de rășină. În momentul în care colanul a fost deteriorat prin lovituri mecanice, pasta rășinoasă s-a pulverizat, ea nemaiexistând astăzi. Balamalele colanului, în număr de două, au ca ax câte o sârmă care are prinsă în partea de deasupra câte un granat.
Forma colanului nu este una neobișnuită. Se cunosc astfel de obiecte de podoabă încă din epoca bronzului, descoperite în situri arheologice din Scandinavia și Germania. Colane similare din aur au fost găsite și în morminte de proveniență greco-scite de pe la mijlocul mileniului I î.e.n. S-a constatat arheologic, că asemenea colane, cu astfel de balamale, închizători, similare cu cel de la Pietroasa, erau folosite ca elemente de podoabă la popoarele germanice. Ele s-au păstrat o mare perioadă de timp în țările nordice.

## Caracteristici tehnice
Colan de formă elipsoidală lucrat din 2 plăci suprapuse, inegale, încheiate prin balamale cu ac. Placa superioară înclinată, lucrată "a jour" prezintă un decor cu casete în formă de trefle, palmete, cercuri, inimioare, triunghiuri și dreptunghiuri. Se mai păstrează 15 pietre dintre care: -9 granate (1 cabochon, 4 inimioare, 1 treflă și 3 fantezie) de cca 5,00 kt în total; -4 pietre verzi malahit, format plat, triunghiular de cca 0,30 kt în total; -2 pietre albastre lapislazuli, rotunde de cca 0,20 kt în total.